# Pseudohermonassa tenuicula
Pseudohermonassa tenuicula là một loài bướm đêm trong họ Noctuidae.